# Martin Fuksa
Martin Fuksa (* 30. dubna 1993 Nymburk) je český rychlostní kanoista, závodící na kánoi. Je olympijským vítězem z Letních olympijských her v Paříži 2024, trojnásobným mistrem světa, třináctinásobným mistrem Evropy a držitelem dvou světových rekordů.

## Rodina
Má mladšího bratra Petra, který se taktéž věnuje profesionální kanoistice. Oba jsou sportovními svěřenci svého otce Petra Fuksy. Jejich dědečkem je Josef Fuksa, předseda TJ Lokomotiva Nymburk, bývalý kanoista a reprezentační trenér.
S manželkou Annou má dceru Emily.

## Kariéra

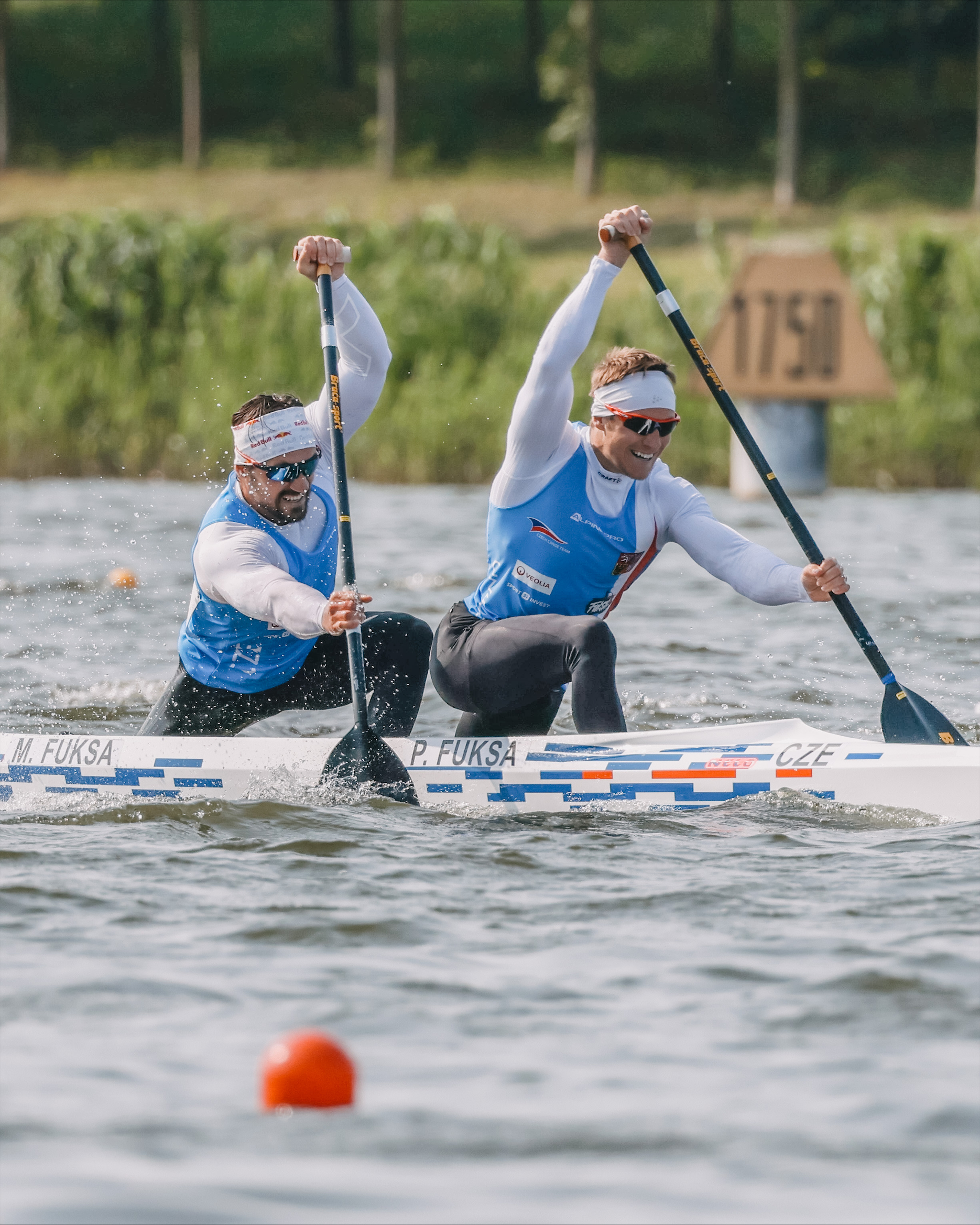
Martin Fuksa se svým bratrem Petrem Fuksou během závodu C2 500 m v Poznani v roce 2023

Působí v oddílu ASC Dukla, má hodnost praporčíka. Specializuje se na kategorii singlkánoe (C1) a od roku 2018 i na kategorii deblkánoe (C2). Je držitelem několika titulů mistra republiky v kategoriích C1, C2 a C4.

### Juniorská mistrovství
S kanoistikou začal v roce 2006. O dva roky později získal svůj první titul mistra České republiky. Téhož roku absolvoval i svůj první reprezentační start na Olympijských nadějích v maďarském Szegedu. V roce 2009 získal dvakrát 1. místo a jedno 3. místo na Olympijských hrách mládeže v Táboře.
Na Mistrovství Evropy juniorů (Moskva, Rusko) roku 2010 získal dvakrát 4. místo v kategorii C1 na tratích 500 a 200 m. Téhož roku se také zúčastnil závodu olympijských nadějí v Piešťanech, kde skončil na 1. místě na tratích C1 200, 500 a 1000 m.
Na Mistrovství Evropy juniorů (Záhřeb, Chorvatsko) získal v roce 2011 titul juniorského mistra Evropy na trati 500 metrů a stal se historicky prvním Čechem, který vyhrál v kategorii singlkanoistů. Na stejném mistrovství přidal i 2. místo na olympijské trati na 200 metrů.
Na Mistrovství světa juniorů (Brandenburg, Německo) v roce 2011 získal titul juniorského mistra světa na trati 500 m a 3. místo na olympijské trati C1 200 m.

### Seniorská mistrovství
Svou první medaili mezi dospělými získal v roce 2012 na ME v chorvatském Záhřebu, kde skončil druhý na trati C1 500 m. V roce 2013 zvítězil na ME konaném v Montemor-o-Velho na tratích C1 1000 m a C1 500 m.
Na následujícím mistrovství Evropy, které v roce 2014 pořádal Brandenburg, obhájil zlato na trati C1 500 m a ve stejném roce zaznamenal i první cenný kov z mistrovství světa. V Moskvě dojel druhý v závodě C1 1000 m a 3. na C1 500 m.
V roce 2015 se Martin Fuksa stal pódiovým medailistou hned na třech významných soutěžích. Na domácím ME v Račicích vyhrál svou oblíbenou kategorii C1 500 m, na Evropských hrách, pořádaných v Baku skončil druhý na C1 1000 m a třetí na C1 200 m. Vrchol sezóny bylo mistrovství světa v Miláně, ze kterého si odvezl zlato z kategorii C1 500 m a stříbro C1 1000 m.
V roce 2017 na Mistrovství světa v rychlostní kanoistice, které se konalo v českých Račicích, získal stříbrnou medaili v kategorii C1 1000 m a zlato na C1 500m. Na ME v Plovdivu v témže roce zvítězil na trati C1 500 m a skončil druhý na trati C1 1000 m. 
Na Mistrovství světa v rychlostní kanoistice, konaném v roce 2018 v Portugalsku, získal bronzovou medaili v kategorii C1 500 m a následně stříbrnou na 1000m. Na tomto Mistrovství také debutoval v kategorii C2, kde se svým bratrem obsadili 11. místo na trati C2 500m.
V roce 2019 na Mistrovství světa v rychlostní kanoistice, které se konalo v Segedín se nominoval na Letní olympijské hry 2020 v kategorii C1 1000 m a C2 1000 m.
Na mistrovství světa v Kodani se v roce 2021 stal dvojnásobným vicemistrem světa v kategoriích C1 1000 a C1 500 m. V témže roce v kategoriích C1 1000 m a 500m zvítězil na ME v Poznani. 
V roce 2022 soutěžil na Mnichovském Mistrovství Evropy, kde skončil první na trati C1 500 m a druhý na trati C1 1000 m.
Na Evropských hrách 2023, pořádaných v Krakově, doplnil svou sbírku medailí z her zlatem na trati C1 500 m a získal tak svůj 12. titul mistra Evropy. Na Mistrovství světa v Německém Duisburgu v témže roce poprvé v kariéře zvítězil na olympijské trati C1 1000 m a s bratrem Petrem Fuksou se 8. místem ve finále C2 500 m kvalifikovali na Letní olympijské hry 2024.

### Letní olympijské hry
Roku 2016 se zúčastnil Letních olympijských her v Riu de Janeiru. Na trati C1 1000 m dojel do cíle jako šestý. Po dodatečné diskvalifikaci třetího Sergheie Tarnovschiho kvůli dopingu se posunul na pátou příčku. Na trati C1 200 m skončil devátý.
V roce 2021 se zúčastnil Letních olympijských her 2020 v Tokiu. V závodě C1 1000 m se umístil na 5. místě, v závodě C2 1000 m se s bratrem Petrem Fuksou umístili na 10. místě.
V roce 2024 získal na Letních olympijských hrách v Paříži zlatou medaili v závodě C1 1000 m a s bratrem Petrem skončil v závodě C2 500 m na sedmé příčce.

## Rekordy
V roce 2017 na ME v Plovdivu vytvořil Martin Fuksa nový světový rekord na trati C1 500 m s časem 1:44,884, který sám překonal o rok později na Světovém poháru v maďarském Szegedu časem 1:43,669.
V roce 2018 na Světovém poháru v německém Duisburgu o více než sekundu vylepšil nejlepší světový čas na trati C1 1000 m a stanovil tak světový rekord 3:42,385.

## Galerie

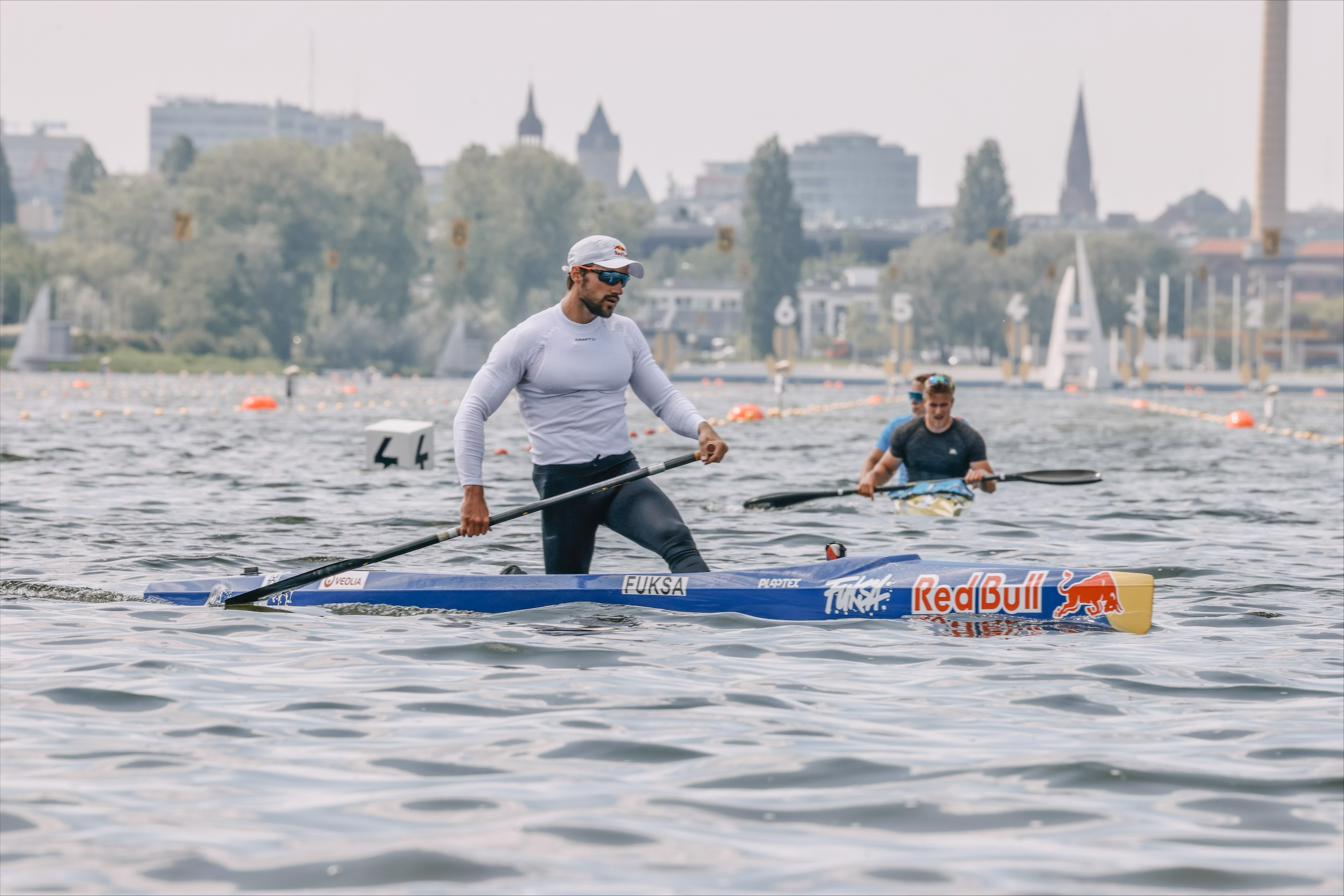
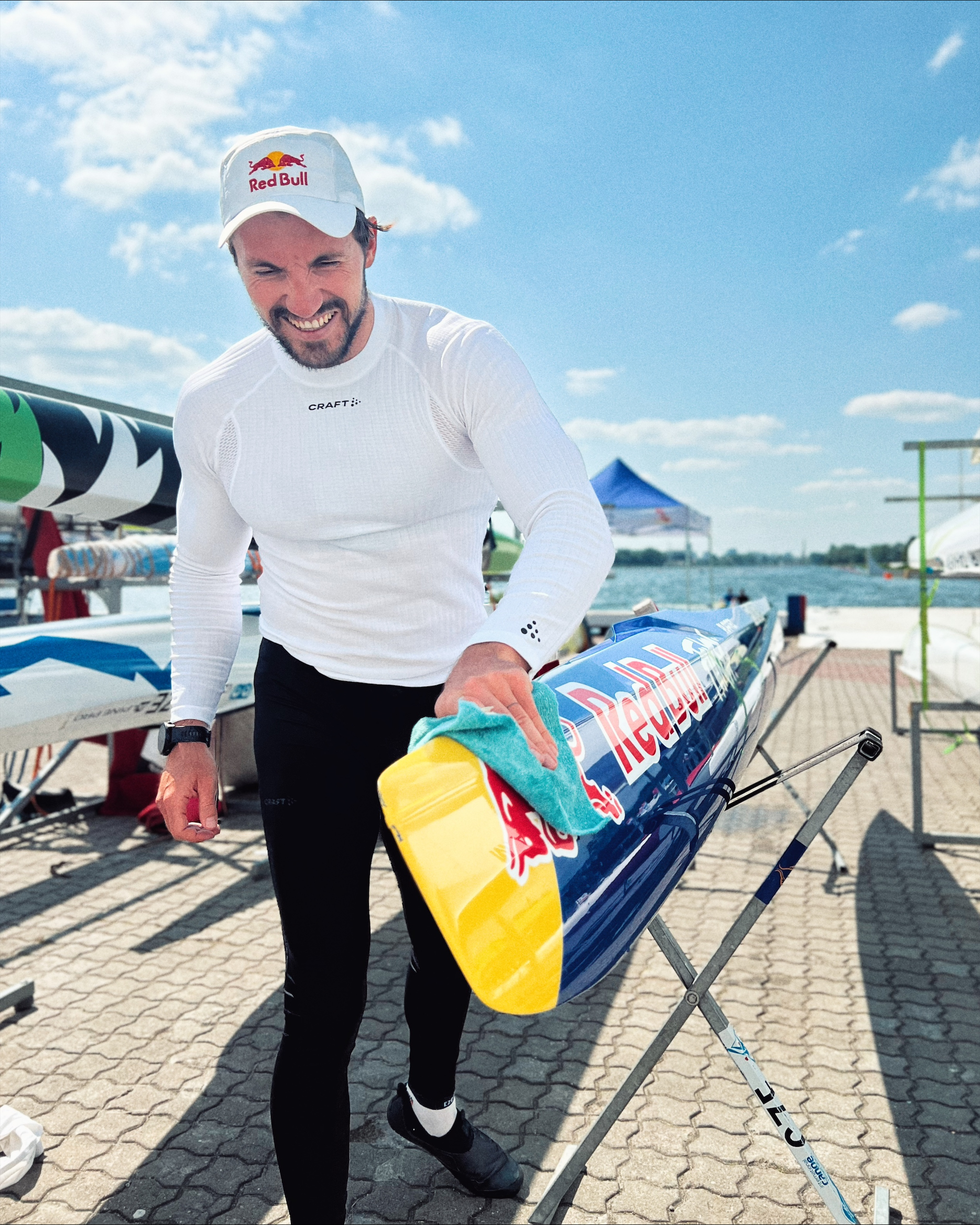
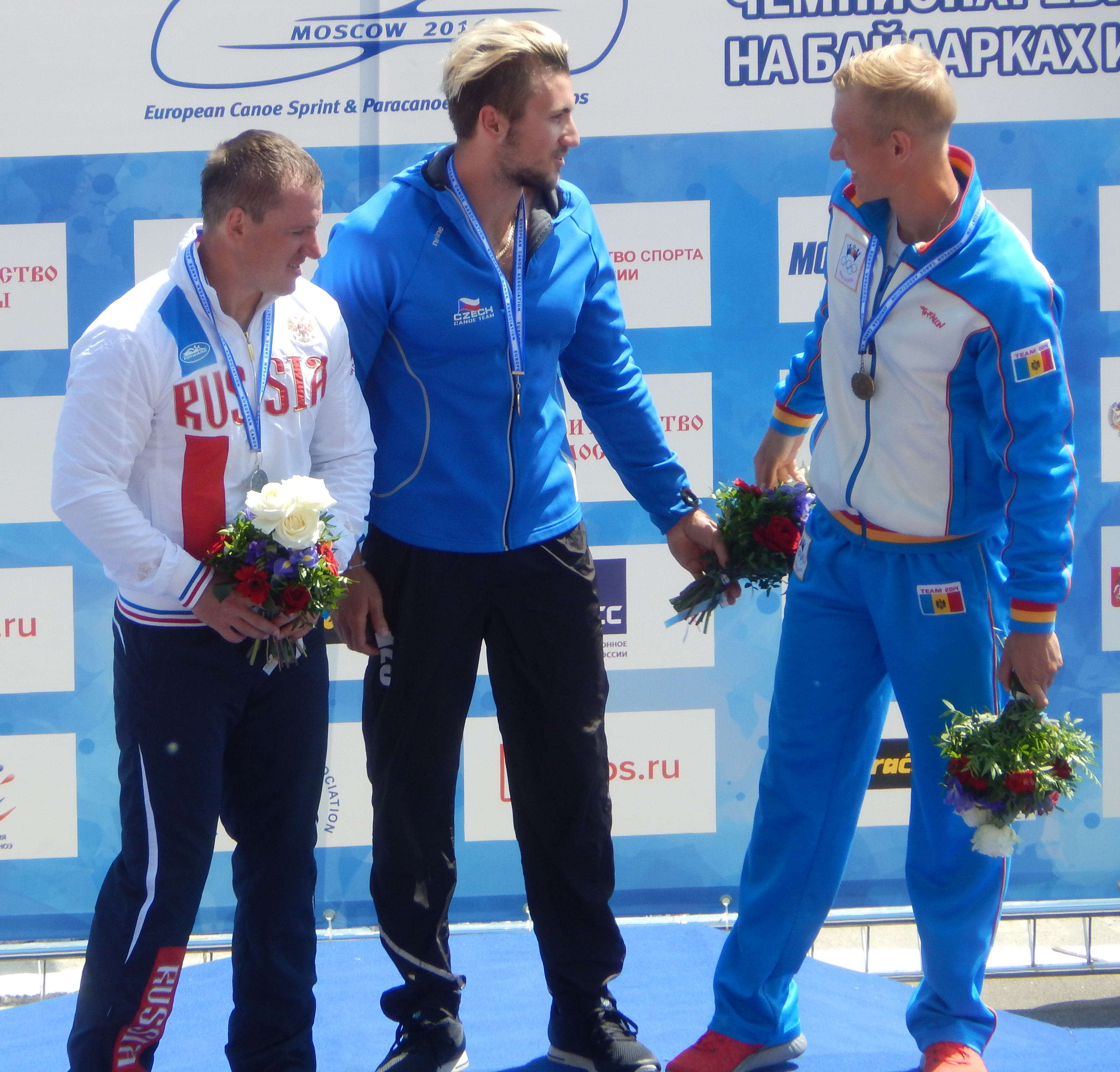
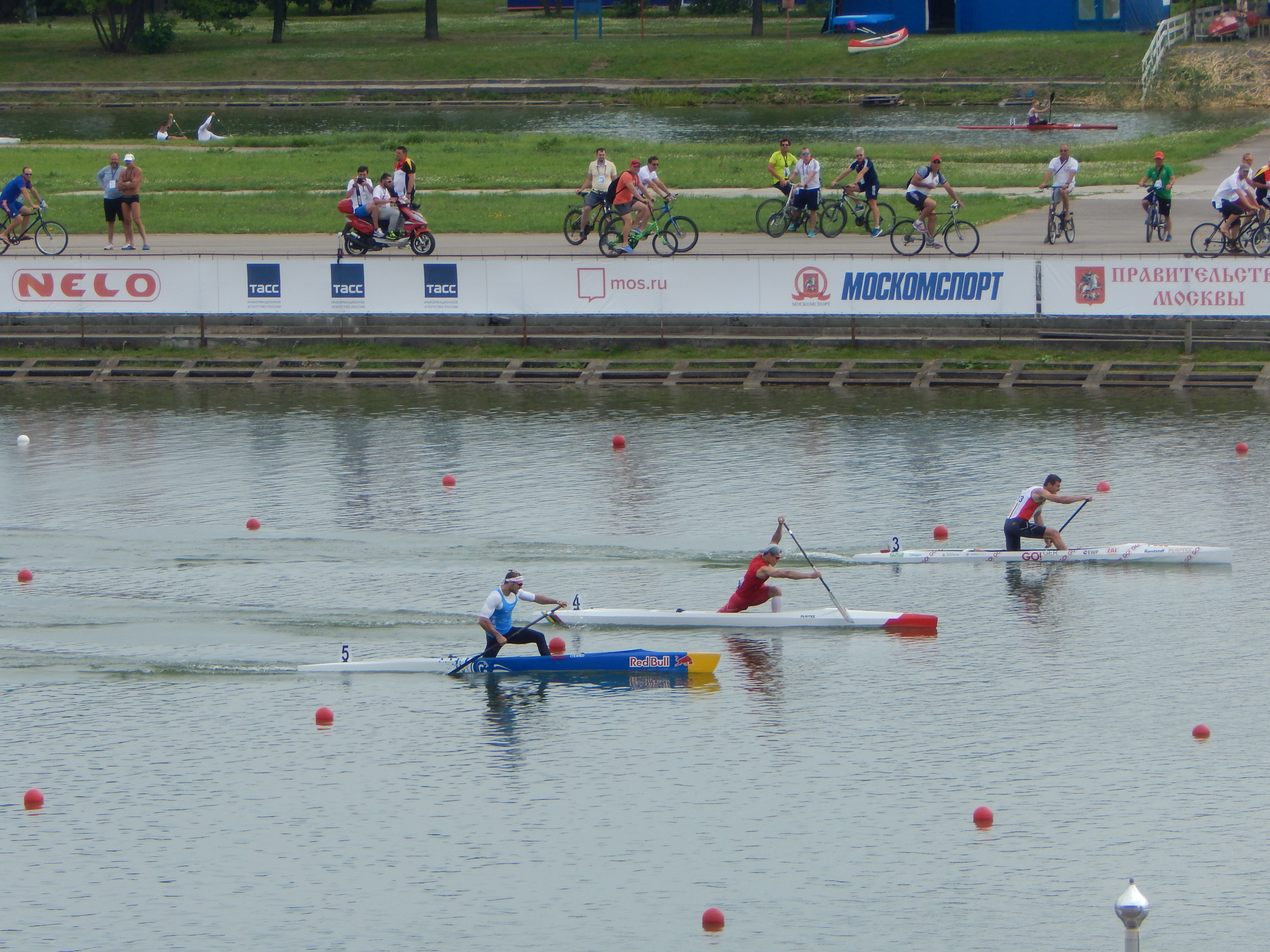
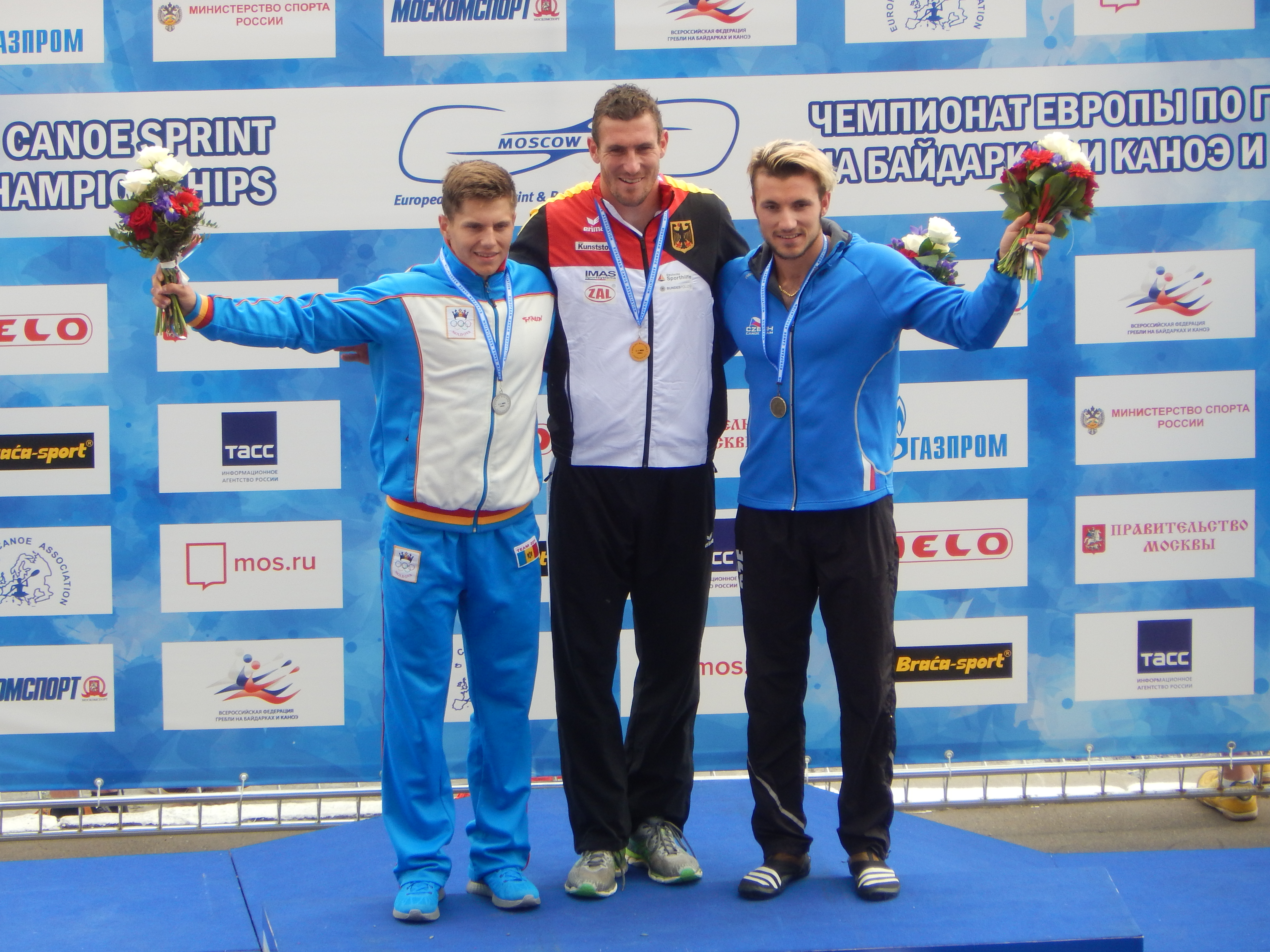
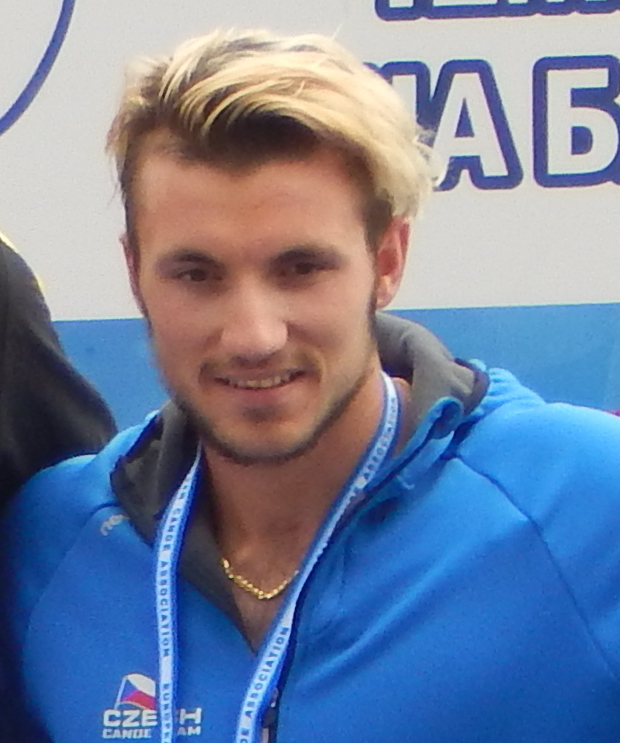